# Радикални социјални рад
Радикални социјални рад је идеолошки приступ неких теорија социјалног рада које сматрају да је за постизање промена у друштву, нарочито у сфери једнакости и бржег решавања социјалних проблема, неопходно предузимати радикалне мере ради промене институција и делова система. Радикални социјални рад користи ненасилне технике за остварење наведених циљева, попут пасивног отпора, демонстрација, штрајкова, политичког и социјалног активизма.